# Eduard Arens
Eduard Bernhard Arens (* 12. Januar 1866 in Lippstadt; † 28. September 1935) war ein deutscher Gymnasialprofessor und Literaturhistoriker.

## Leben
Arens war der Sohn des katholischen Kreiswundarztes des Kreises Lippstadt, Theodor Arens. Nach dem Besuch des Gymnasiums Theodorianum in Paderborn, an dem Eduard am 11. März 1885 die Reifeprüfung ablegte, besuchte Arens das Lehrerseminar. Mit Ablegung der Lehramtsprüfung am 6. Februar 1890 in Münster trat er zu Ostern 1890 am Städtischen Realgymnasium in Münster das Seminarjahr an. Es folgte zu Ostern 1891 am Gymnasium Paulinum in Münster das Probejahr, bevor ihm mit dessen Abschluss zum 1. April 1892 die Anstellungsfähigkeit bescheinigt wurde. Seine weiteren Lehreramtsstationen bis zur Vereidigung am 9. November 1897 waren in Folge vom 1. April 1892 bis Ostern 1893 als Hilfslehrer am bereits genannten Realgymnasium in Münster, von Ostern 1893 bis Ostern 1896 als Lehrer an der Rektoratsschule in Vreden, von Ostern 1896 bis Herbst 1897 als Lehrer an der bischöflichen Lehranstalt Gaesdonck bei Goch und schließlich von Herbst 1897 bis Ostern 1898 als Hilfslehrer an der Rheinischen Ritterakademie in Bedburg.
Eduard Arens erhielt schließlich am Gymnasium in Mönchengladbach zum 1. April 1898 als Oberlehrer die erste feste Anstellung. Es folgte zum 1. April 1902 sein Wechsel an das Kaiser-Karls-Gymnasium in Aachen. Der unverheiratet gebliebene Arens, zog nach seiner Versetzung zum 1. Oktober 1919 in Aachen in den Ruhestand nach Dortmund-Hörde.
Parallel zu seiner Beschäftigung in Vreden wurde Arens am 7. Dezember 1894 in Münster mit der Arbeit Quaestiones Claudianeae zum Dr. phil. promoviert. Über seine Lehrtätigkeit hinaus war er Mitglied im Museumsverein Aachen.
Bekannt wurde Eduard Arens hauptsächlich als Herausgeber und Biograph von Annette von Droste-Hülshoff.

## Veröffentlichungen (Auswahl)

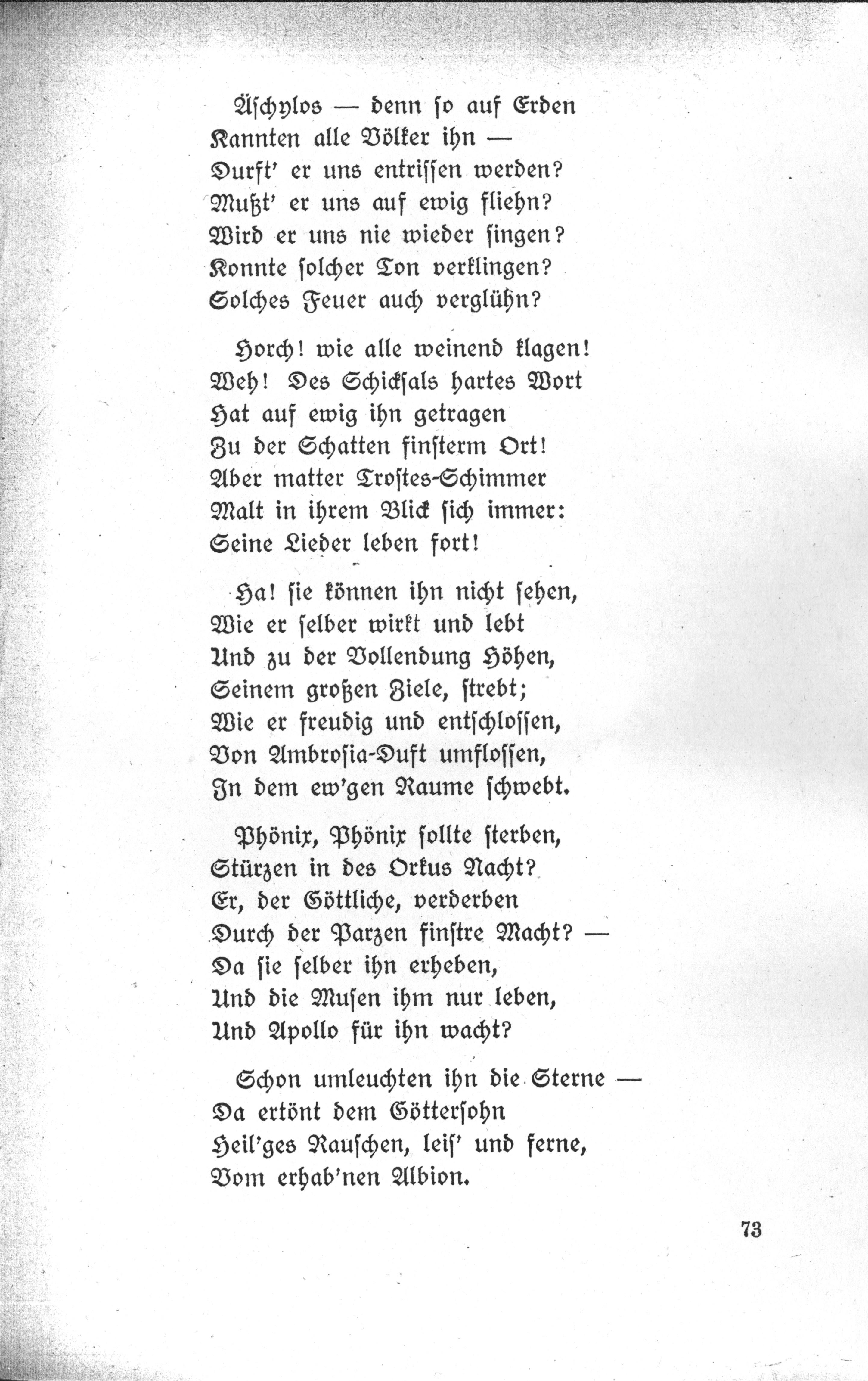
Auszug aus Wer ist Hans auf der Wallfahrt 73

- mit Josef Franke: Tacitus – zweiter Teil – Auswahl aus den Historien und der vita agricolae- für den Schulgebrauch, 1897.
- König Ottokars Glück und Ende, Aschendorffsche Buchhandlung, Münster 1903.
- Annette von Droste-Hülshoffs Leben und Werke, Leipzig 1904.
- Zur Fastrada-Sage. In: Zeitschrift des Aachener Geschichtsvereins, 31/1909, S. 199.
- (Hrsg.): Franz Grillparzer: König Ottokars Glück und Ende. Trauerspiel in fünf Aufzügen, 2. Aufl., Münster i. W. 1913.
- Wer ist „Hans auf der Wallfahrt“?. In: Aus Eichendorff-Kalender auf das Jahr 1919. Ein romantisches Jahrbuch.
- Dichtergrüße an Annette von Droste (= Eine Sammlung von Zeit- und Lebensbildern, Bd. 32), Mönchengladbach 1923.
- Kurgäste in Bad Aachen 1756–1818. Nach den Kurlisten und andern Quellen. Festgabe der Stadt Aachen an den 41. Balneologen-Kongress in Bad Aachen 6.–11. April 1926, Aachen 1926.
- Werner von Harthausen und sein Verwandtenkreis als Romantiker. Mit unveröffentlichten Porträts, Aichach 1927.
- mit Josepha Grauheer: Die poetische Schusterinnung an der Leine. In: Otto Deneke (Hrsg.): Göttinger Nebenstunden, Heft 7, Göttingen 1929.
- Gedichte, Leipzig 1930.
- Annette von Droste-Hülshoffs sämtliche Werke in sechs Teilen, Leipzig um 1933.
- mit Wilhelm Leopold Janssen: Geschichte des Club Aachener Casino. Aachen 1937 (2. Aufl. hrsg. von Elisabeth Janssen und Felix Kuetgens, 1964)